# Michel Tognini
Michel Ange-Charles Tognini (Vincennes, 30 september 1949) is een Frans voormalig ruimtevaarder. Tognini’s eerste ruimtevlucht was Sojoez TM-15 en vond plaats op 27 juli 1992. Het was de vijftiende Russische expeditie naar het ruimtestation Mir en maakte deel uit van het Sojoez-programma.
In totaal heeft Tognini twee ruimtevluchten op zijn naam staan. In 2003 verliet hij ESA en ging hij als astronaut met pensioen.